# Pieter Does
Pieter Does, francoski admiral, * 1562, † 24. oktober 1599.